# Горицький заказник
Гори́цький зака́зник — ландшафтний заказник місцевого значення в Україні. Розташований у межах Менського району Чернігівської області, біля сіл Гориця, Миколаївка. 
Площа 796 га. Статус присвоєно згідно з рішенням Чернігівського облвиконкому від 31.07.1991 року № 159. Перебуває у віданні ДП «Чернігівське лісове господарство» (Березнянське л-во, кв. 103–106, 108–113, 115–120). 
Статус присвоєно для збереження невеликих розрізнених лісових масивів вздовж берегів і на заплаві Десни. У деревостані переважають верба і тополя. 